# Genoplesium sagittiferum
Genoplesium sagittiferum là một loài thực vật có hoa trong họ Lan. Loài này được (Rupp) D.L.Jones & M.A.Clem. mô tả khoa học đầu tiên năm 1989.